# Monsieur Showbiz
Monsieur Showbiz était un magazine culturel télévisé québécois animé par Érick Remy et diffusé quotidiennement sur les ondes de Télévision Quatre-Saisons, à 16 h 30, du 29 septembre 2008 au 20 mars 2009,.

## Concept
L'émission offrait une couverture quotidienne des événements culturels en mettant l'accent sur les nouvelles et les potins des stars hollywoodiennes. De plus, chaque jour, un invité issu du domaine artistique québécois était accueilli, offrant ainsi l'occasion de présenter ses projets en cours et de répondre aux questions des téléspectateurs. Le concept de l'émission visait à offrir un regard complet sur la scène culturelle, en combinant actualités, potins et entrevues avec des artistes locaux, le tout dans le but de divertir et d'informer les téléspectateurs sur les derniers développements de l'univers du spectacle.

## Personnel à l'antenne

### Animation
- Érick Rémy

### Reporter
- Josée Perrier

## Historique

### Arrivée deMonsieur Showbiz
Au début du mois de septembre 2008, la chaîne de télévision TQS annonce, par le biais d'un communiqué de presse, le lancement d'une nouvelle émission quotidienne axée sur l'actualité culturelle. Cette émission, intitulée Monsieur Showbiz, est prévue pour débuter le 29 septembre 2008. Elle sera présentée par Érick Rémy, tandis que Josée Perrier occupera le rôle de chroniqueuse spécialisée dans le domaine hollywoodien.
Lors de ses débuts, Monsieur Showbiz a été l'objet de critiques sévères de la part des journalistes, qui n'ont pas hésité à exprimer leur mécontentement à l'égard de la qualité télévisuelle jugée médiocre de l'émission. Selon ces critiques, il semblait évident que peu de ressources budgétaires avaient été allouées à sa production,,.
En novembre 2008, Érick Rémy est invité à l'émission Tout le monde en parle afin de défendre son émission Monsieur Showbiz. Lors de cette entrevue, le fou du roi Dany Turcotte confronte Remy au sujet de son ancienne émission de radio, le Showbiz Show, ainsi que de sa réputation de traquer les potins. Remy réagi en critiquant ouvertement les propos de Dany Turcotte.

### Annulation deMonsieur Showbiz
Le 17 février 2009, le réseau TQS annonce l'annulation de l'émission Monsieur Showbiz. Cette décision est motivée par la volonté du diffuseur de devancer sa programmation estivale afin de faire face à un contexte économique fragile. Bien que les journalistes aient émis l'hypothèse que les faibles audiences de l'émission étaient à l'origine de sa disparition prématurée, le réseau TQS n'a pas spécifiquement mentionné ce facteur dans son annonce,. La diffusion finale de l'émission est prévue pour le 20 mars 2009, trois mois avant l'expiration du contrat d'Érick Rémy, qui avait été prévu pour se poursuivre jusqu'au 23 juin.
Le 21 février 2009, Marc Labrèche a présenté une parodie de l'émission Monsieur Showbiz dans le cadre de son émission 3600 secondes d'extase. Le lendemain, Érick Rémy réagi à cette parodie sur sa page Facebook, exprimant sa tristesse et sa peine initiales face à celle-ci. Cependant, il mentionne également avoir pris du recul et considère que la parodie de Labrèche était, en fin de compte, un chef-d'œuvre.

### Confessions d'Érick Rémy
Dans cette même publication, Érick Rémy aborde sans filtre les difficultés rencontrées par son émission. Parmi ces obstacles, il reconnaît tout d'abord l'aspect peu esthétique de son décor et de l'habillage général de l'émission. Il souligne également le manque de ressources financières, ce qui contraignait l'équipe à utiliser leurs propres journaux pour la revue de presse et à se fier à Google Images pour illustrer leurs nouvelles. De plus, il mentionne l'absence de télésouffleur, ce qui obligeait les membres de l'équipe à lire constamment leurs cartons à l'antenne. Il termine le texte en exprimant sa volonté de prendre en considération les critiques constructives reçues par Monsieur Showbiz dans le cadre de son prochain projet.

« Nous avons fait le maximum que nous pouvions avec le minimum dont nous disposions. [...] Cette émission passera à l’histoire, pour les bonnes et mauvaises raisons, mais au moins elle passera à l’histoire. Avez-vous déjà vu en l’espace de 6 mois une si modeste émission faire autant parler d’elle ? Moi, non ! C’est peut-être justement un indice que le succès est relatif !!! »

— Érick Rémy, Facebook
Finalement, l'émission Monsieur Showbiz sera remplacée par des rediffusions de la sitcom américaine L'Île de Gilligan.

## Accueil

### Cotes d'écoute
Au moment où elle était à son apogée en termes de popularité, l'émission Monsieur Showbiz attirait jusqu'à 100 000 auditeurs. Cependant, en moyenne, le nombre d'auditeurs s'élevait à environ 60 000, ce qui était considérablement en deçà des attentes du diffuseur,.

### Accueil critique
L'émission Monsieur Showbiz a fait l'objet de critiques sévères de la part des journalistes québécois. Ces critiques n'ont pas hésité à souligner de manière très marquée l'aspect limité du budget de l'émission.

« Chroniqueur artistique reconnu, Érick Rémy est juste arrivé à un bien mauvais moment à TQS. Hélas, son émission de radio à la télé fait "pic pic" avec son décor de Ciné-quiz. »

— Richard Therrien, Le Droit

« Monsieur Showbiz à TQS. Déménager une émission de radio à la télévision? Ça ne fonctionne pas pour Érick Rémy et son équipe de deux personnes. Seigneur que c'est inconfortable et pénible de voir l'animateur fixer la caméra pendant que des hurluberlus déversent leurs niaiseries dans une boîte vocale. Est-ce le retour de Ciné-Quiz? »

— Hugo Dumas, La Presse

## Controverse

### Nominations erronées
Le 9 février 2009, au lendemain de la 51e cérémonie des Grammy Awards, Érick Rémy et sa chroniqueuse Josée Pelletier ont commis une erreur en annonçant par inadvertance les gagnants de l'année précédente. Rémy a présenté des excuses lors de son émission le lendemain, reconnaissant son erreur. Cet incident a été mentionné dans la parodie réalisée par Marc Labrèche dans le cadre de son émission 3600 secondes d'extase.

## Autour deMonsieur Showbiz

### Postérité
- Le 23 octobre 2008, Pierre Brassard réalise une parodie de Monsieur Showbiz dans le cadre de l'émission Infoman, se moquant de l'aspect désorganisé et du budget limité de l'émission[7],[12].
- Le 21 février 2009, Marc Labrèche réalise une parodie de l'émission Monsieur Showbiz dans le cadre de son émission 3600 secondes d'extase[10]. Cette parodie se moque de l'incident des nominations erronées des Grammy Awards, ainsi que de l'aspect daté et peu connu de certaines éphémérides et anniversaires annoncés dans l'émission originale[13].

## Liens et références
1. 1 2 3  La Presse Canadienne, « Erick Rémy sera Monsieur Showbiz à l'antenne de TQS l'automne prochain », La Presse Canadienne,‎ 2 septembre 2008
2. 1 2  Richard Therrien, « Gilligan remplace M. Showbiz », Cyberpresse (blogues),‎ 18 mars 2009
3. ↑  Sabin Desmeules, « Encore plus de Louise Nantel! », L'Acadie Nouvelle,‎ 4 octobre 2008, SA19
4. 1 2  Hugo Dumas, « La guerre des grands (et des clans) », La Presse,‎ 11 octobre 2008, ARTS SPECTACLE2
5. 1 2  Richard Therrien, « Le bulletin télé de mi-saison », Le Droit,‎ 15 novembre 2008, A7
6. 1 2 3  Richard Therrien, « Une « forte présence » à TLMEP », Cyberpresse (blogues),‎ 9 février 2009
7. 1 2 3 4 5 6  Richard Therrien, « TQS met fin à Monsieur Showbiz et au Retour », Le Soleil,‎ 17 février 2009, p. 36
8. ↑  Hugo Dumas, « Julie a été meilleure que Guy », La Presse,‎ 17 février 2008, ARTS SPECTACLE3
9. 1 2  « 3600 secondes d'extase - Épisode 20 - TheTVDB.com », sur thetvdb.com (consulté le 31 mai 2023)
10. 1 2 3 4 5 6 7  « Marc Labrèche, trop bon encore une fois. », sur Le Blogadoom, 25 février 2009 (consulté le 31 mai 2023)
11. ↑  Richard Therrien, « Le volte-face de Cali », Le Soleil,‎ 12 février 2009, p. 34
12. ↑  « Infoman - 23 Octobre 2008 - TheTVDB.com », sur thetvdb.com (consulté le 31 mai 2023)
13. ↑  Richard Therrien, « Marc Labrèche en M. Showbiz », Cyberpresse (blogues),‎ 23 février 2009